# Sigrid Helliesen Lund
Pour les articles homonymes, voir Lund.
Sigrid Helliesen Lund, née le 23 février 1892 à Oslo (alors Kristinia) et morte le 8 décembre 1987 dans la même ville, est une militante pacifiste norvégienne. Elle est notamment connue pour sa résistance à l'occupation de la Norvège par le Troisième Reich. Le 14 mai 2006, Yad Vashem lui décerne de façon posthume le titre de Juste parmi les nations pour son action durant la Shoah.

## Biographie
Elle grandit dans une maison d'artistes et d'intellectuels. Elle a dès sa jeunesse un esprit indépendant, refusant entre autres choses l'influence de l'Église de Norvège. Elle obtient un diplôme en 1911 et étudie ensuite la musique à Kristiania, à Bayreuth et à Paris. Elle commence à travailler en 1918 à Oslo mais contracte une maladie respiratoire qui lui rend impossible de suivre une carrière de chanteuse.
Elle épouse Diderich Lund en 1923. Ils ont deux enfants ; le plus jeune, Erik, est atteint du syndrome de Down.
Elle commence à s'engager dans la vie publique en 1927, alors qu'elle vit avec sa famille à Odda. Elle milite notamment contre les inégalités entre les classes sociales. Après avoir visité l'Allemagne en 1934, elle rejoint l'année suivante la Ligue internationale des femmes pour la paix et la liberté. Elle s'est également mobilisée en faveur des réfugiés, de l'enfance, et adhère à la Nansenhjelpen. Elle poursuit ses engagements durant la Seconde Guerre mondiale.
À l'automne 1939, elle se rend à Prague pour ramener en Norvège 37 enfants juifs afin de les sauver de l'Holocauste. Elle s'investit dans ce foyer et joue un rôle central dans leur aide en 1942. En plus de son militantisme pacifiste, elle s'implique aussi dans celui des quakers.
En février 1944, elle doit fuir la Norvège pour la Suède, où elle est nommée à la tête de services sociaux chargés d'aider les Norvégiens rapatriés des camps de concentration nazis. Elle continue ce travail après la fin du conflit. Elle est la première présidente de Save the Children pour la Norvège.
Sigrid Helliesen Lund rejoint officiellement la communauté quaker à Oslo en 1947 et devient une militante de premier plan de la communauté.

## Sources
- (en) Cet article est partiellement ou en totalité issu de l’article de Wikipédia en anglais intitulé « Sigrid Helliesen Lund » (voir la liste des auteurs).

1. ↑  « The Righteous Among the Nations: Helliesen Sigrid (1892 - 1987) », Yad Vashem (consulté le 19 août 2015)
2. ↑  (no) Hans Eirik Aarek, « Sigrid Helliesen Lund », dans Norsk biografisk leksikon, vol. 2, Oslo, Helle, Knut, 2000 (lire en ligne) (consulté le 6 octobre 2009){{Article encyclopédique}} : l'usage du paramètre |périodique = Kunnskapsforlaget laisse présager
  - soit d'une confusion entre les modèles {{article encyclopédique}} et {{article}}
  - soit d'une confusion entre les paramètres périodique et éditeur.

Merci de consulter la documentation des modèles et de corriger l'article.
3. 1 2  (en) Margery Post Abbott, Mary Ellen Chijioke, Pink Dandelion, Historical Dictionary of the Friends (Quakers), Scarecrow Press, 2012, 574 p. (ISBN 9780810868571, lire en ligne), p. 205.